# Kraljev Vrh
Kraljev Vrh är en ort i Kroatien.   Den ligger i länet Zagrebs län, i den norra delen av landet, 16 km norr om huvudstaden Zagreb. Kraljev Vrh ligger 225 meter över havet och antalet invånare är 638.
Terrängen runt Kraljev Vrh är platt åt nordväst, men åt sydost är den kuperad. Runt Kraljev Vrh är det tätbefolkat, med 343 invånare per kvadratkilometer. Närmaste större samhälle är Zagreb - Centar, 15,9 km söder om Kraljev Vrh. Omgivningarna runt Kraljev Vrh är en mosaik av jordbruksmark och naturlig växtlighet.